# Enkenstein
Enkenstein (alemannisch: Änkestei) ist ein Ortsteil von Schopfheim und liegt 381 Meter über dem Meeresspiegel im südlichen Schwarzwald. Es befindet sich im Landkreis Lörrach im Dreiländereck nördlich der Kernstadt Schopfheim und ist der zweitkleinste Gemeindeteil.

## Geographie
Die Tallandschaft im Kleinen Wiesental ist offenes Land, das vorwiegend als Wiese und Weide genutzt wird. Die Talhänge und das Bergland sind dagegen Waldland, das mit Misch- und Hochwald bestockt ist.

### Geographische Lage
Der Ort Enkenstein liegt auf 381 Meter ü. NN im südlichen Schwarzwald, die Gemarkung umfasst 3,66 km². Enkenstein liegt im Landkreis Lörrach am Dreiländereck in der Nähe der Grenze zur Schweiz und zu Frankreich bei Basel bzw. Hüningen.
|                                     | Wieslet (Ortsteil der Gemeinde Kleines Wiesental) |                                    |
| Langenau (Stadtteil von Schopfheim) | Kompassrose, die auf Nachbargemeinden zeigt       | Gresgen (Stadtteil von Zell i. W.) |
|                                     | Hausen                                            |                                    |

### Nachbarorte
Im Süden des Dorfes liegt die Kernstadt Schopfheim und in nördlicher Richtung Tegernau. Im Osten von einem Berg abgetrennt liegt die Gemeinde Hausen, die über den Passübergang Maienberg erreicht werden kann.
Außerdem grenzen die Gemarkungen von Langenau, Wieslet, und Gresgen an.

## Geschichte

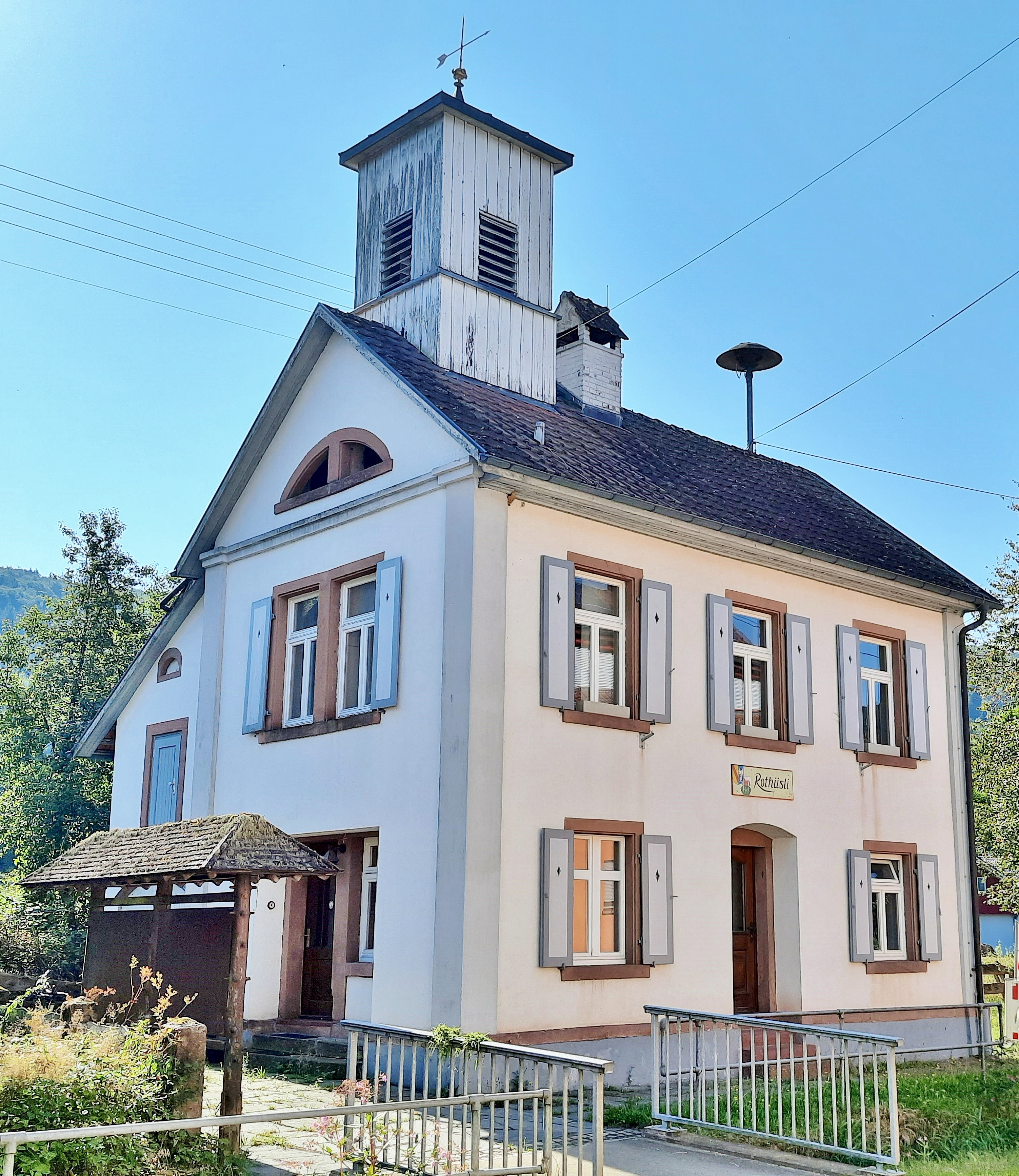
Ehemaliges Rathaus von Enkenstein.

Die erste Erwähnung des Ortsnamens fällt aufs 14. Jahrhundert. 1392 erfolgte dann die erste urkundliche Erwähnung des Ortes Enkenstein unter den Besitzungen des Klosters St. Blasien.
Die 1246 begründete Deutschordenskommende in Beuggen erwarb von Verena von Baden, der Schwester des Komturs Marquart von Baden, Einkünfte und Güter im Kleinen Wiesental, darunter auch diejenigen von Enkenstein. Wegen der Entlegenheit von Beuggen tauschte die Kommende die Erwerbungen im Jahre 1400 mit Markgraf Rudolf III. von Hachberg-Sausenberg gegen den halben Teil des Kirchensatzes und den Widdumhof in Nollingen ein. Dabei erschien Enkenstein als An dem Engen Steyn. Von hier an kamen die Einkünfte aus dem Dorf als Lehen an die Freiherren von Roggenbach. Im Jahre 1696 entschied das Oberamt Rötteln, dass den Roggenbachern alle Abgaben aus steuerbaren Gütern und landwirtschaftlichen Produkten zustand.
Nach dem badischen Gesetz über die Zehntablösung wurden die in Enkenstein fälligen Abgaben auf 1729 Gulden veranschlagt, die ab 1830 von der Gemeinde eingezogen wurden.
Die Kriegsjahre 1813 und 1814 brachten eine große Belastung für die Bürger mit sich, als es darum ging, die von der Fremdherrschaft Napoleons entstandenen Schäden gering zu halten. Es mussten Lebensmittel abgeliefert und Arbeitskräfte zur Verfügung gestellt werden.
1830 wurde Enkenstein zur selbstständigen Gemeinde erhoben und von der Vogtei Langenau getrennt. Zuvor schon stand ihm schon eine weitgehende Selbstständigkeit zu, so mussten sogar Personen, die aus Langenau zuzogen, einen bestimmten Betrag entrichten.
Kurz danach wurde in den Jahren 1839 und 1840 ein Rathaus mit einer Wachstube, einem Bürgergefängnis und einem Abstellraum für die Feuerwehr gebaut.
1844 lebten insgesamt 145 Menschen im Dorf mit 24 Häusern in 27 Familien, 4 Jahre später waren es bereits 160 Einwohner.
Im Ersten Weltkrieg mussten fünf Bürger ihr Leben lassen; der Zweite Weltkrieg forderte insgesamt sieben Tote. Das Kriegerdenkmal auf dem Wiesleter Friedhof erinnert an die Verstorbenen.
Im Zuge der Gemeindereform wurde die bisherige Gemeinde Enkenstein am 1. Juni 1974 in die Stadt Schopfheim als Stadtteil Enkenstein eingegliedert. Den ersten Ortsvorsteher erhielt Enkenstein im Jahre 1984.
Die 600-Jahr-Feier am 5. und 6. September 1992 war ein großes Dorf- und Brauchtumsfest, das das ganze Dorf bewegte. Viele Enkensteiner Bürger hatten sich bereit erklärt, Altertümliches aus Landwirtschaft und Handwerk auszustellen. Unzählige Besucher aus nah und fern verfolgten diese Aufführungen.
Auch das Hochwasser im Februar 1999 ging in die Geschichte des Ortes Enkenstein ein. Der Gresgerbach überflutete Enkenstein und brachte Massen von Geröll und Schlamm mit sich. Das ganze Dorf war nicht mehr passierbar. Die Freiwillige Feuerwehr und viele weitere freiwillige Helfer leisteten Schwerstarbeit, und erst nach einigen Tagen war das Dorf wieder aufgeräumt.
2001 begannen die Bauarbeiten des Maibergsaal mit angrenzendem Feuerwehrhaus.

## Religionen
Enkenstein gehört der evangelischen Pfarrei Wieslet an, während die Katholiken von der Kirchengemeinde Hausen im Wiesental betreut werden.

## Politik

### Ortsvorsteher(in) / Ortschaftsrat
Zum ersten Ortsvorsteher wurde im Jahre 1984 vom damaligen Ortschaftsrat Dieter Meißner gewählt, der dieses Amt bis zum Jahre 1999 ausführte. Danach war Rainer Strittmatter Ortsvorsteher. 2010 stellte Strittmatter sein Amt zur Verfügung. Zum Nachfolger gewählt wurde Klaus Brutschin. Seit 2014 ist Eva Brutschin Ortsvorsteherin.
Neben der Ortsvorsteherin gehören dem Ortschaftsrat 4 Mitglieder an.

### Bürgermeister
| Amtszeit  | Name                    |
| --------- | ----------------------- |
| 1830–1835 | Jakob Wagner            |
| 1835–1841 | Johann Jakob Blum       |
| 1841–1854 | Friedrich Leonhard      |
| 1854–1875 | Johann Friedrich Vogt   |
| 1875–1887 | Ernst Friedrich Greiner |

| Amtszeit  | Name                    |
| --------- | ----------------------- |
| 1887–1904 | Karl Leonhard           |
| 1904–1919 | Johann Friedrich Gänter |
| 1919–1946 | Wilhelm Arzet           |
| 1946–1974 | Fritz Trefzer           |

### Wappen
Das ehemalige Enkensteiner Gemeindewappen wurde auf Vorschlag des Generallandesarchives Karlsruhe von der Gemeinde im Jahr 1903 angenommen.
„In Silber auf dem grünen Tafelberg eine rote Burgruine zwischen je einer auf dem rechten und linken Hang wachsenden grünen Tanne, auf dem Vorderhang drei (2:1) silberne Tannen.“ Die Burg erinnert an die Rotenburg bei Wieslet, welche durch das große Erdbeben im Jahr 1356 zerstört wurde.
Auf dem Dorfsiegel, das von 1830 bis 1903 bestand, sah man einen gespaltenen Schild, der zwischen einem Rankenwerk stand und mit einer großherzoglichen Krone bedeckt war. Die linke Seite enthält den badischen Schrägbalken, auf der rechten Seite sieht man zwei Rauten, die übereinander angeordnet sind. Solche hatte man auf Mauerresten der Burg Enkenstein entdeckt und sah darin einen Teil des Wappens der einstigen Besitzer.

## Kultur und Sehenswürdigkeiten

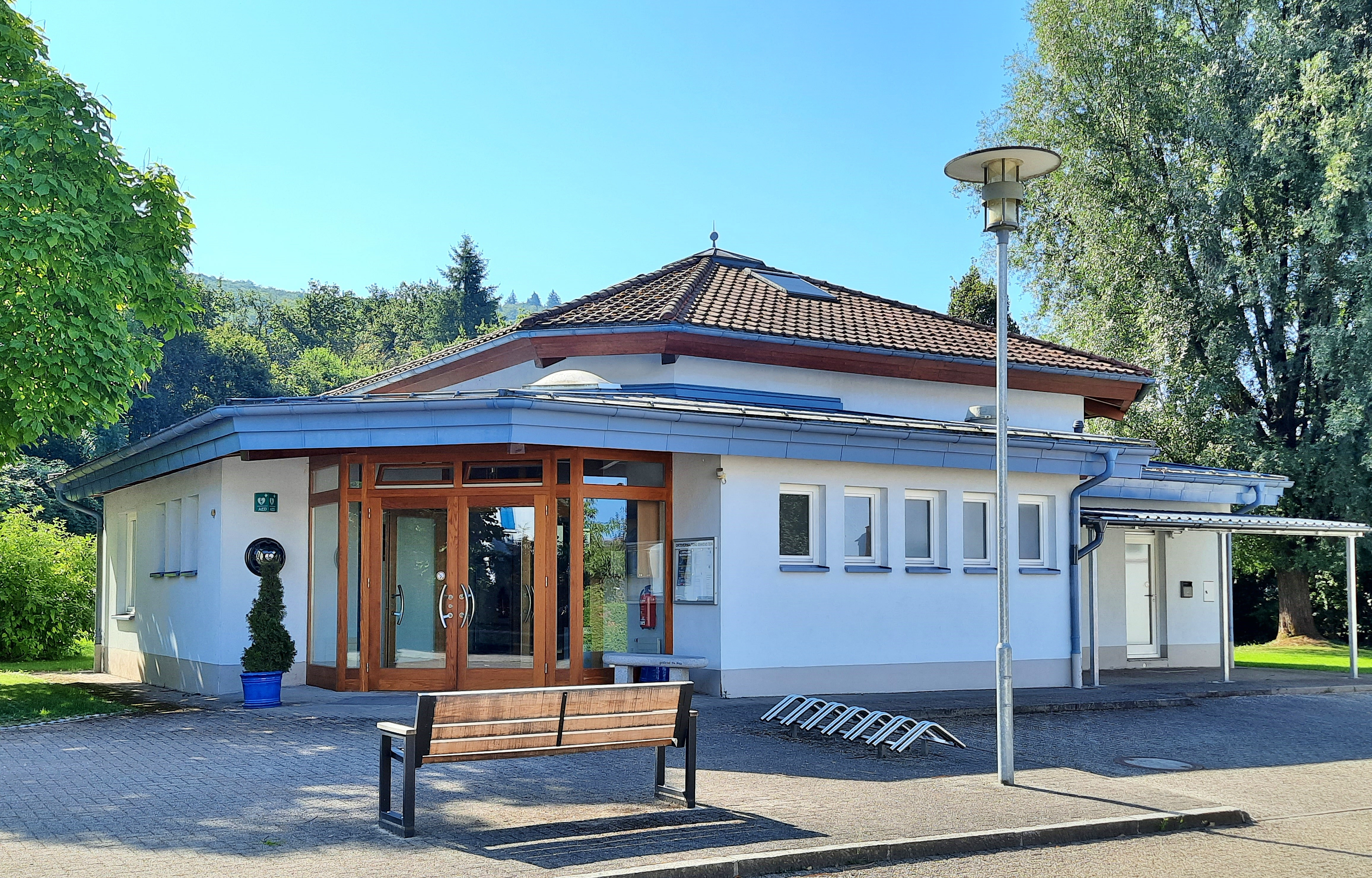
Maibergsaal in Enkenstein.

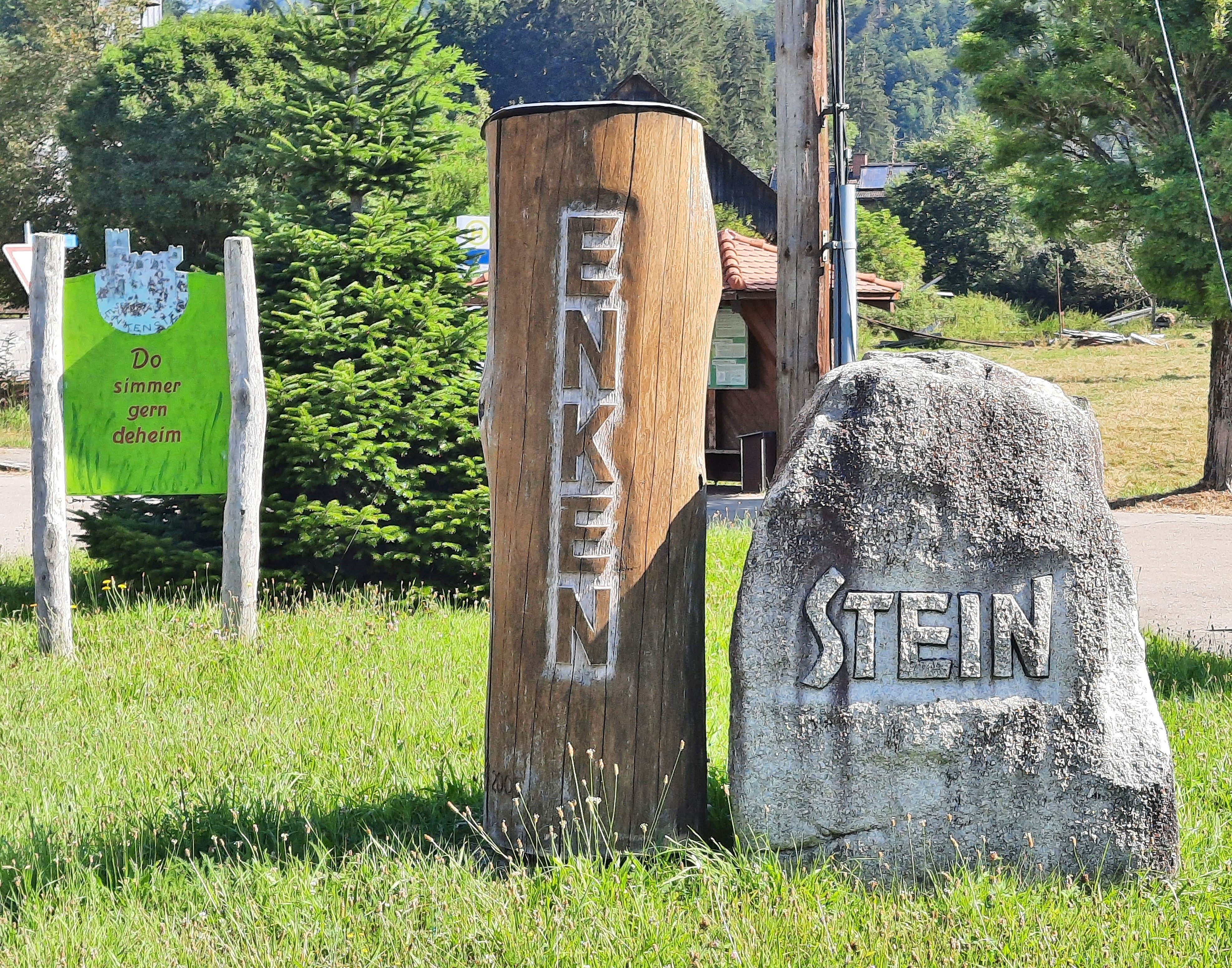
Ortseingang Enkenstein aus Richtung Langenau.

### Bauwerke
Das im Dorfzentrum gelegene Rathaus mit seinem Glockenturm ist ein Blickfang, wenn man durch das Dorf fährt. Mit der grünen Außenanlage ist es ein Wahrzeichen des Dorfes. Früher diente es neben der Gemeindeverwaltung vor allem der Feuerwehr, der Anbau diente damals als örtliches Gefängnis. Heute wird es im zweiten Stock ausschließlich von der Ortsverwaltung genutzt, im ersten Stock befinden sich die sanitären Anlagen sowie ein Aufenthaltsraum.
Der Maibergsaal Enkenstein wurde im Zeitraum vom August 2001 bis August 2002 gebaut und am 13. September 2002 feierlich eingeweiht. Die Enkensteiner Bürger hatten bis zu diesem Zeitpunkt keinen eigenen Veranstaltungsraum.

### Regelmäßige Veranstaltungen
Einmal im Jahr findet das im alemannischen Sprachraum weit verbreitete Scheibenfeuer statt.

## Sonstiges
Bürgle (Enkenstein) war ein vermutlicher Vorposten und Bestandteil einer Verteidigungslinie.